# جوزپه گاتا
جوزپه گاتا (انگلیسی: Giuseppe Gatta؛ زادهٔ ۲۴ نوامبر ۱۹۶۷) بازیکن فوتبال اهل ایتالیا است.
از باشگاه‌هایی که در آن بازی کرده‌است می‌توان به باشگاه فوتبال اسپتزیا، باشگاه فوتبال لچه، باشگاه فوتبال مونتسا، و باشگاه فوتبال دلفینو پسکارا اشاره کرد.